# Doina Rotaru
Doina Rotaru (Bucarest, Romania, 14 de setembre, 1951), és professora de composició a la Universitat Nacional de Música de Bucarest. El 1975 es va graduar al departament de composició de la mateixa institució, a la classe del mestre Tiberiu Olah.
Autora de més de 25 obres simfòniques, incloent-hi 3 simfonies i 11 concerts, i més de 70 obres de cambra, instrumentals i corals, Doina Rotaru ha rebut nombrosos premis:
- Premi de l'Acadèmia Romanesa (1986);
- Premis de la Unió de Compositors i Musicòlegs de Romania (1981, 1990, 1992, 1994, 1997, 2001, 2004, 2007);
- Primer Premi al Concurs Internacional "Gedok-Mannheim" (1994).

Algunes de les seves obres han estat encarregades per la Societat Romanesa de Ràdio, Ràdio França, Ràdio Graz, el Ministeri de Cultura francès, el Suntory Hall de Tòquio, festivals i conjunts a França, Alemanya, Anglaterra, Àustria, els Països Baixos, Suècia i Japó.
Ha estat convidada a impartir conferències sobre la seva música a Anglaterra, França, Islàndia, els Països Baixos i al Japó. Les seves obres s'interpreten a Europa, Austràlia, Canadà, Xina, Japó, Hong Kong, Taiwan i Sud-amèrica. També es troben en 11 CD, produïts per Maguelone i Nova Musica a França, MPS a Anglaterra, Sonoton a Alemanya, Editura Muzicală, Electrecord i Editura Societat Romanesa de Ràdio.